# Vorarlberger Landesregierung

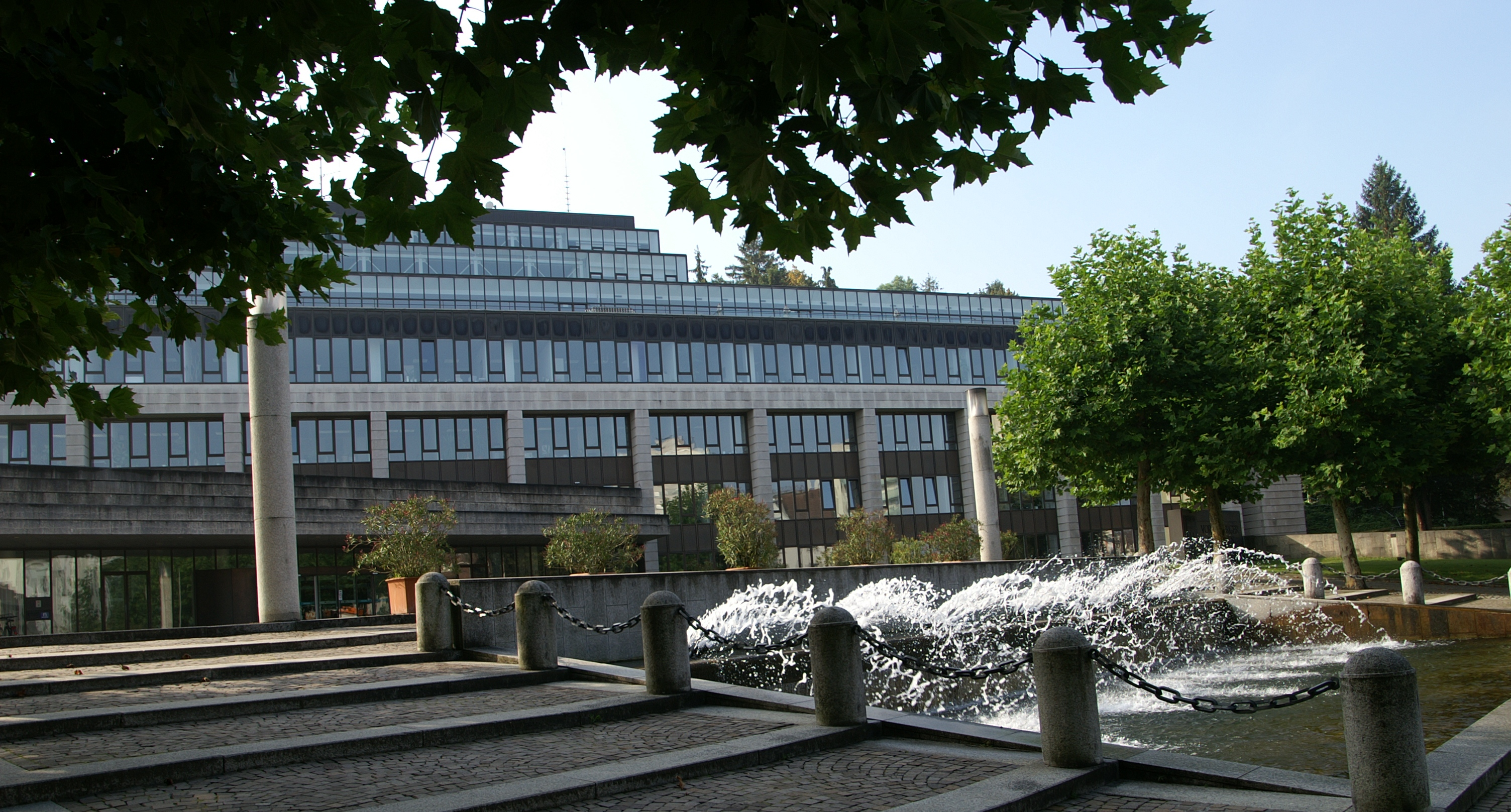
Das Landhaus in Bregenz, Sitz des Amtes der Vorarlberger Landesregierung

Die Vorarlberger Landesregierung ist das höchste Verwaltungsorgan des österreichischen Bundeslandes Vorarlberg. Den Vorsitz führt als primus inter pares der Landeshauptmann, aktuell hat Markus Wallner dieses Amt inne, der damit der Landesregierung Wallner IV vorsteht.
„Die Landesregierung führt die Verwaltung des Landes.“ wird durch Artikel 41 Absatz 1 der Vorarlberger Landesverfassung festgeschrieben. Im Gegensatz zu den Bundesministern wird diese Aufgabe von der gesamten Landesregierung als Kollegialorgan wahrgenommen. Der Landeshauptmann (nicht das Kollegialorgan) ist zudem im Rahmen der mittelbaren Bundesverwaltung für die Vollziehung von Bundesgesetzen zuständig.

## Wahl
Die Landesregierung wird gemäß Artikel 41 Absatz 3 der Vorarlberger Landesverfassung vom Vorarlberger Landtag in drei Wahlgängen gewählt. In den ersten beiden werden der Landeshauptmann und der Landesstatthalter bestimmt, im dritten schließlich die restlichen Landesräte. Vorarlberg war lange das einzige Bundesland, dessen Landesregierung nicht nach dem Proporzsystem bestellt wurde; nach Tirol und Salzburg bestehen nun jedoch auch in weiteren Ländern Tendenzen, den Proporz abzuschaffen.

## Mitglieder
Die Vorarlberger Landesregierung hat sieben Mitglieder, den Vorsitz führt der Landeshauptmann, sein Stellvertreter ist der Landesstatthalter (aktuell Landesstatthalter Christof Bitschi).
Die Zahl der Landesräte wird durch die Landesverfassung auf fünf begrenzt. Dazu kommen der Landeshauptmann und der Landesstatthalter mit eigenen Aufgabenbereichen.
Obwohl die ÖVP seit 1945 (mit einer Unterbrechung von 1999 bis 2004) die absolute Mehrheit im Landtag hatte, wurden bis 2009 jeweils nur sechs Mitglieder der Landesregierung von der ÖVP und eines von einer kleineren Partei gestellt (bis 1974 SPÖ, danach FPÖ). Von 1999 bis 2004 musste die ÖVP eine Koalition eingehen, der Koalitionspartner FPÖ stellte in dieser Regierung den Landesstatthalter. Von 2009 bis 2014 regierte die ÖVP allein, von 2014 bis 2024 in einer schwarz-grünen Koalition aus Vorarlberger Volkspartei und Vorarlberger Grünen. Seit 2024 regiert erneut eine Schwarz-blaue Koalition zwischen ÖVP und FPÖ.